# شعار بوليفيا
شعار بوليفيا هو الشعار الرسمي لدولة بوليفيا وقد أعتمد رسمياً سنة 1888.

## أول شعار لبوليفيا

أول شعار ل بوليفيا.

تم اعتماد أول شعار لبوليفيا يوم 17 عام 1825 وكان مختلف عن الشعار الحالي.
الإطار في المنتصف يحوي حد مزين بعشر نجمات في الأسفل، والتي ترمز إلى تسعة إدارات والمقاطعة التي أخذت من قبل دولة شيلي عام 1879،واسم بوليفيا في الجزء العلوي حيث يوجد داخل الحد جبل الفضي بوتوسي.والشمس تشرق فوقه، و ألبكة تقف بجوار شجرة نخيل والقمح، الألبكة تقف على سهل متدرج اللون وصولاً إلى الجبل، الجبل وهذا التدرج يرمزان إلى الجغرافيا في دولة بوليفيا، اللاما هي حيوان وطني، يرتبط بالالبكة والعناصر التي بجوارها ترمز إلى موارد البلاد.